# Raner
Raner je priimek več znanih Slovencev: 
- Ali Raner (1934—2012), igralec